# (32318) 2000 QO47
2000 QO47 (asteroide 32318) é um asteroide da cintura principal. Possui uma excentricidade de 0.07250760 e uma inclinação de 1.74969º.
Este asteroide foi descoberto no dia 24 de agosto de 2000 por LINEAR em Socorro.